# Атакишиева, Масма Алимардан кызы
Масма Алимардан кызы Атакишиева (азерб. Məsmə Əlimərdan qızı Atakişiyeva; 21 марта 1924, Шемаха — 2 марта 1999, Баку) — советский азербайджанский педагог, Герой Социалистического Труда (1968).

## Биография
Родилась 21 марта 1924 года в городе Шемаха Шемахинского уезда Азербайджанской ССР.
Начала трудовую деятельность в 1940 году учителем в одной из сельских школ Кюрдамирского района. С 1943 по 1968 года — учительница средней школы города Ахсу. За время работы в Ахсуинской средней школе, Атакишиевой было обучено и воспитано более 6000 учащихся. С 1969 года учитель начальных классов в школе № 37 Наримановского района города Баку.
Указом Президиума Верховного Совета СССР от 1 июля 1968 года за большие заслуги в деле обучения и коммунистического воспитания Атакишиевой Масме (Маслие) Алимардан кызы присвоено звание Героя Социалистического Труда с вручением ордена Ленина и золотой медали «Серп и Молот».
Скончалась 2 марта 1999 года в городе Баку на 75-м году жизни.